# Провулок Аршенєвських (Житомир)
 Провулок Аршенєвських  — провулок в Богунському районі Житомира. 
Названа на честь дворянської родини Аршенєвських, житомирських промисловців та меценатів.

## Розташування
Пролягає в місцевості Сінний Ринок. Бере початок від 3-го Крошенського провулку та прямує на північ, де закінчується перетином з 2-м Капітульним провулком. Довжина провулку — 280 метрів.
Перетинається з 1-м Капітульним провулком.

## Історія
Почав формуватися у 1930-х роках. Сформувався до Другої світової війни на землях, що до більшовицького перевороту належали капітулу.
У 1958 році закріплена назва 4-й провулок Щорса.
До 19 лютого 2016 року називався 4-й провулок Щорса. Відповідно до розпорядження Житомирського міського голови від 19 лютого 2016 року № 112 «Про перейменування топонімічних об'єктів та демонтаж пам'ятних знаків у м. Житомирі», перейменований на провулок Аршенєвських.

## Установи
- Житомирська регіональна дирекція ПрАТ «Страхова група ТАС» — буд. № 7